# Николаевский собор (Нежин)
Николаевский собор (укр. Свято-Миколаївський кафедральний собор) — кафедральный собор Нежинской и Прилукской епархии Украинской православной церкви в Нежине, памятник архитектуры национального значения, один из наиболее ранних образцов украинского барокко.

## История
Ранее на месте собора стоял деревянный одноимённый храм. О том, когда именно построен каменный, доподлинно неизвестно. Считается, что это состоялось в конце 1650-х или 1660-х годов. Строительство осуществлялось под контролем митрополита Киевского, Галицкого и всея Руси с помощью протоиерея М. Филимоновича. Нынешний храм был построен казаками Нежинского полка на деньги братьев Василия и Ивана Золотаренко. Сохранился текст купчей грамоты 1655 года, в которой нежинская мещанка Васса Копачовчиха завещала треть своих средств казацкому полковнику Ивану Золотаренко и его матери на строительство новой церкви.
Перед входом к Николаевскому собору была построена колокольня, а рядом с ней — часовня. Оба этих сооружения были разрушены большевиками в 1930-х годах. Как свидетельствует «Летопись Самовидца», именно Николаевский собор стал центром драматических событий, связанных с Чёрной радой 1663 года. После своего избрания гетман Иван Брюховецкий именно в Нежине принял «вместе со своим войском присягу в Соборной церкви Св. Николая».
В начале XVIII века настоятелем собора был протоиерей Павел Яворский, брат митрополита Стефана Яворского, блюстителя патриаршего престола. Под надзором отца Павла на средства владыки Стефана вблизи Свято-Никольского храма был построен мужской Благовещенский монастырь, который и в настоящее время стоит в Нежине.
В 1734 году иконостас для собора создал иконописец Василий Реклинский. В конце XIX — в начале XX века настоятелем собора был протоиерей Георгий Спасский. 15 августа 1905 года он венчал в Николаевском соборе преподавателя Екатеринодарской гимназии Павла Королёва и купеческую дочь Марию Москаленко — родителей конструктора космических кораблей Сергея Королёва.
Николаевский собор неоднократно горел и перестраивался. С 1920 по 1939 год в нём размещался склад соли. В течение двухлетней оккупации Нежина гитлеровскими войсками собор действовал, потом был опять закрыт. В 1946 году в одной из пристроек открылся городской дом культуры. В 1990 году собор был отреставрирован и передан верующим.
Постановлением Кабинета министров УССР от 24.08.1963 № 970 «Про упорядочение дела учёта и охраны памятников архитектуры на территории Украинской ССР» («Про впорядкування справи обліку та охорони пам’ятників архітектури на території Української РСР») присвоен статус памятника архитектуры национального значения с охранным № 823.
Установлена информационная доска.

## Архитектура
Направленный вверх центричный объём сооружения высотой 55 м, с плотно сомкнутыми пятью главами, стал в украинской барочной архитектуре прототипом каменных крещатых пятиглавых храмов. Собор полностью воссоздаёт в кирпиче привычные приёмы народного деревянного зодчества. Особенная, парадная роль сооружения подчёркнута и в интерьере, где с обеих сторон главного входа устроены на возвышенности специальные лоджии для полковой старшины. Господствующее расположение собора в городской застройке и до сих пор осталось вне конкуренции, хотя общественный центр сместился на другую площадь. Главная ось застройки прошла от рынка вдоль Остра. Храм возвышается на пересечении Соборной и Ярмарочной площадей. Храм всефасадный, одинаковый из всех четырёх сторон, обращённый ко всем сторонам света, ко всем собравшимся на площадях.

## Святыни
Наиболее почитаемой святыней собора была икона Божией Матери, перед которой молились во время засухи. Её судьба неизвестна. В храме хранится икона святого великомученика и целителя Пантелеимона с частицей мощей этого угодника. Её прислал из Германии в 1998 году бывший пономарь собора Прохор, служивший в храме в годы фашистской оккупации.